# Norodom Norindeth
Prins Norodom Norindeth (Khmer: នរោត្តម នរិន្ទដេត) (Phnom Penh 1906 - aldaar, april 1975) was een Cambodjaans politicus en lid van het koninklijk huis van Cambodja.

## Biografie
Hij was de kleinzoon van koning Norodom van Cambodja (1834-1904) die regeerde van 1860 tot zijn overlijden in 1904. Tijdens diens regering werd het Franse protectoraat over Cambodja gevestigd. Prins Norodom Norindeth ontving een opleiding aan de Universiteit van Parijs en vestigde zich na het voltooien van zijn studie in Cambodja. Hij hield onder meer bezig met het beheer van zijn landgoederen, want hij was een van de grootste landeigenaar van Cambodja. Daarnaast was hij vertegenwoordiger van de Cambodjaanse regering bij de Franse resident-generaal (1932) en directeur van de dependance van de Universiteit van Parijs in Cambodja.
Na de dood van koning Sisowath Monivong in 1941 was prins Norodom Norindeth een belangrijke kandidaat voor de troon, maar uiteindelijk gaven de Fransen de voorkeur aan prins Norodom Sihanouk - een neef van Norindeth - die vervolgens de troon besteeg. Aangezien Sihanouk met negentien jaar nog minderjarig was werd er een regentschapsraad ingesteld waar Norindeth lid van werd.
Norideth, die bekend stond om zij Frans gezindheid, richtte in 1946 samen met Sonn Voeunsai de Liberale Partij (PL) op, die tegenstander was van een onmiddellijke onafhankelijkheid van het land en middels goed overleg met de Fransen eerst een vorm van autonomie wilde bereiken. De partij werd vooral gesteund door de traditionele elite, een deel van de Boeddhistische geestelijkheid en de Cham, een minderheidsvolk in Cambodja. De Liberale Partij was fel anticommunistisch en de grote rivaal van de Democratische Partij die geleid werd door prins Sisowath Youtevong, die, anders dan de PL streefde naar directe onafhankelijkheid van het land. Bij de verkiezingen tussen 1946 en 1951 werd de PL telkens de tweede partij van het land, achter de democraten.
In 1950 ontvluchtte prins Norindeth het land nadat zijn naam in verband werd gebracht met de moord op Ieu Koeus - hij scheen de dader te kennen -, de leider van de Democratische Partij. Hij vestigde zich in Parijs waar hij tot 1951 bleef om daarna terug te keren naar Cambodja nadat een politieonderzoek hem van alle blaam had gezuiverd.
Na de oprichting van de partij Sangkum door Sihanouk, die het land in de richting van een eenpartijstaat stuurde, besloot de Liberale Partij zichzelf op te heffen en sloot Norindeth zich bij Sangkum aan. Hij was een loyaal aanhanger van Sihanouk en werd door die laatste benoemd tot Cambodjaans gedelegeerde bij UNESCO (1955-1961) en was achtereenvolgens ambassadeur in Frankrijk (1955-1961), Joegoslavië (1961-1963) en Birma (1964-1967).
Prins Norodom Norindeth werd na de machtsovername, net als veel andere leden van het koninklijk huis, door de Rode Khmer in april 1975 gedood.